# Кто поедет в Трускавец
«Кто поедет в Трускавец» — советский художественный телефильм 1977 года, снятый на киностудии «Таджикфильм» режиссёром Валерием Ахадовым по одноимённому произведению Максуда Ибрагимбекова.

## Сюжет
«Он», молодой талантливый учёный, получив в эксперименте интересные результаты, разрешает себе пару дней отдыха. «Он» идёт в поликлинику и, убедительно симулируя боль в колене (после секундного размышления «Он» выбирает левое), выбивает из усталого хирурга вожделенный бюллетень.
На выходе «Он» знакомится с очаровательной молодой женщиной («Она»), отношения с которой развиваются поначалу достаточно банально. Оба не придают им особого значения. Тем более, оба знают, что всё это скоро закончится — «Она» вынуждена уехать, чтобы сопровождать на курорт больную мать.
«Она» уезжает. Неожиданно для самого себя «Он» впервые в жизни вдруг ощущает одиночество и вылетает в Трускавец, предвкушая, как удивится «Она», увидев его на перроне. Единственное, чему удивляется «Он» сам, так это тому, почему у него так болит левое колено…
Съёмки проходили в Душанбе.

## В ролях
- Александр Кайдановский — «Он»
- Маргарита Терехова — «Она»
- Николай Гринько — его отец
- Алексей Бойко — Тимо
- Евгения Симонова — медсестра в регистратуре
- Валерий Чечунов — хирург в поликлинике
- Феликс Ташмухамедов — Валерий Николаевич, директор НИИ
- Олег Тулаев — Алик, коллега Евгения

## Критика
«Кто поедет в Трускавец» — третья на счету В. Ахадова режиссерская работа и, пожалуй, первая, в которой он обнаружил не только признаки «трудной и редкой» профессии, но и определенную художническую позицию, выразившуюся прежде всего в отношении к герою, а уже через героя — к жизни. …
… Фильм «Кто поедет в Трускавец» выступает против стереотипов бытия, против потребления чувств, а кроме того, спорит и с устоявшимися представлениями о самом жанр.

Не знаем, испытает ли зритель катарсис, посмотрев данную мелодраму, но ее герою довелось пережить именно это. В растерянности, нам кажется, оказался не один герой, но и создатели картины, прибегнувшие к спасительному (хотя и вполне возможному) отъезду героини в Трускавец. Последует наш герой за нею или нет — тоже вопрос, конечно…— Кинематограф молодых: Сборник. - М.: Искусство, 1979. - 296 с. - с. 198-199.